# شهرداری ریبینی
شهرداری ریبینی (به لاتین: Riebiņi Municipality) یک شهرداری در لتونی است. شهرداری ریبینی ۶٬۳۳۱ نفر جمعیت دارد.